# Jérémie Bréchet
Jérémie Bréchet (Lyon, 14 de Agosto de 1979) é um ex-futebolista francês que atuava como zagueiro.

## Carreira

### Lyon
Começou no clube da sua cidede natal, no Lyon, em 1998. No clube atuou até 2003. Fazendo 177 presenças nesta passagem.

### Bordeaux
Em 2017, fechou acordo de um ano com o Bordeaux.

### Gazélec Ajaccio
Após um ano no Bordeaux, Bréchet fechou com o clube Gazelec Ajaccio, da Córsega para atuar na Ligue 2

## Títulos
Lyon
- Copa da Liga Francesa: 2001
- Campeonato Francês: 2002, 2003
- Supercopa da França: 2002

Sochaux
- Copa da França: 2007

Seleção Francesa
- Copa das Confederações: 2001